# Насер Алії
Насер Алії (алб. Naser Aliji, нар. 27 грудня 1993, Скоп'є) — швейцарський та албанський футболіст, захисник клубу «Базель» і національну збірну Албанії.
Чемпіон Швейцарії.

## Клубна кар'єра
Народився 27 грудня 1993 року в місті Скоп'є. Вихованець юнацьких команд футбольних клубів «Баден», «Аарау» та «Базель».
У дорослому футболі дебютував 2011 року виступами за команду клубу «Базель» U-21, в якій провів два сезони, взявши участь у 53 матчах чемпіонату. Більшість часу, проведеного у складі молодіжної команди «Базеля», був основним гравцем захисту команди.
Своєю грою за цю команду привернув увагу представників тренерського штабу основної команди «Базеля», до складу якої почав залучатися 2013 року. Відіграв за команду з Базеля наступні два сезони своєї ігрової кар'єри.
Протягом 2015 року захищав на умовах оренди кольори команди клубу «Вадуц».
До складу «Базеля» повернувся 2015 року. Відтоді встиг відіграти за команду з однойменного міста 3 матчі в національному чемпіонаті.

## Виступи за збірні
2011 року дебютував у складі юнацької збірної Швейцарії, взяв участь у 2 іграх на юнацькому рівні.
Протягом 2013—2014 років залучався до складу молодіжної збірної Швейцарії. На молодіжному рівні зіграв у 7 офіційних матчах, забив 1 гол.
На рівні дорослих збірних вирішив захищати кольори історичної батьківщини батьків і 2015 року дебютував в офіційних матчах у складі національної збірної Албанії. Наразі провів у формі головної команди цієї балканської країни 3 матчі.
| Дата       | Місто    | Господарі | Результат | Гості   | Турнір            | Голи | Примітки |
| ---------- | -------- | --------- | --------- | ------- | ----------------- | ---- | -------- |
| 13-6-2015  | Ельбасан | Албанія   | 1 – 0     | Франція | товариський матч  | -    |          |
| 11-10-2015 | Єреван   | Вірменія  | 0 – 3     | Албанія | Відбір до ЧЄ 2016 | -    | 52'      |
| 13-11-2015 | Приштина | Косово    | 2 – 2     | Албанія | товариський матч  | -    |          |
| Усього     |          | Матчів    | 3         |         | Голів             | 0    |          |

## Титули і досягнення
- Чемпіон Швейцарії (2):

«Базель»: 2013–14, 2015–16
- Володар Кубка Ліхтенштейну (1):

«Вадуц»: 2014–15
- Володар Кубка Угорщини (1):

«Гонвед»: 2019–20
- Володар Кубка Албанії (1):

«Динамо» (Тирана): 2024–25